# أوستين إيلي وينغ
أوستين إيلي وينغ هو محامي وسياسي أمريكي، ولد في 3 فبراير 1792 في كونواي في الولايات المتحدة، وتوفي في 27 أغسطس 1849 في كليفلاند في الولايات المتحدة. انتخب عضو مجلس نواب ميشيغان ‏.